# Hurston Waldrep
Hurston Wayne Waldrep (Cairo, Georgia, 1 de marzo de 2002), más conocido como Hurston Waldrep, es un jugador profesional estadounidense de béisbol que se desempeña en la posición de lanzador en Atlanta Braves, equipo de las Grandes Ligas de Béisbol (MLB).

## Carrera
Fue seleccionado en la primera ronda del Draft de la MLB de 2023 por Atlanta Braves, equipo donde lleva jugando una temporada.